# Prière des dix-huit bénédictions
Dans le judaïsme, la prière des dix-huit bénédictions (hébreu : תפילת שמונה עשרה tefillat shmona esrei) ou schmone esré est la version de la amida utilisée pour les offices du matin, de l’après-midi et du soir des jours ordinaires.
La prière contient dix-neuf et non dix-huit bénédictions, une prière supplémentaire ayant été ajoutée alors que l’appellation avait déjà été consacrée.

## La prière des dix-huit bénédictions dans les sources juives
La prière des dix-huit bénédictions n’apparaît pas dans la littérature biblique. Elle a, selon la tradition rabbinique, été composée par les hommes de la Grande Assemblée et réagencée à Yavné, dans l’académie de Rabban Gamliel.